# ICE×∞王座
ICE×∞王座（アイ・シー・イー・クロス・インフィニティおうざ）は、アイスリボンが管理、認定している王座。「ICE」は「Innocent Candies Evolution」の略。「∞（インフィニティ）」は「体重無制限（Infinity）」を意味する。

## 歴史
2008年、真琴が体重60kgを上限とするICE×60王座を創設。体重の軽い選手が多いアイスリボンにおいて至宝とされる王座。試合時間は20分1本勝負。さくらえみのように公称体重60kgを超える選手が挑戦する場合は試合当日までに減量してリミット以下にしなければならない。その場合は試合直前に計量も行われてリミットをオーバーすればタイトルマッチは行われない。王座を奪取後も60kg以下を維持できなければ返上しなけらばならない。フルタイムによる引き分けは剥奪となる。初代王座は真琴と聖菜で争われて聖菜が獲得。初防衛戦で、さくらアイスリボン選手代表のI.W.A.JAPAN時代の同僚であった市来貴代子を迎えるが、敗戦し市来が第2代王座を奪取。
2009年10月、さくらえみが減量と戦いながら王座を奪取し、その後10度の防衛記録を樹立。
2010年8月27日、USTREAMを活用した興行「19時女子プロレス」での初のタイトルマッチとして同王座戦が組まれ、コマンド・ボリショイ（JWP女子プロレス）が他団体所属選手として初めて王座を奪取した。
2011年10月9日、イギリスのプロレスリングEVEへの遠征でみなみ飛香がシャナ相手に防衛戦を行い、これが初の海外での選手権試合となった。
女子プロレス界において唯一体重制限のあるタイトルであったが、創設者である真琴の退団や団体内で60kg前後あるいはそれを超える選手も増えてきたこともあり無差別級への変更も検討された。その後、19時女子プロレス認定インターネットシングル王座が19時女子プロレスの終了に伴い、封印されることが決まったため、ICE×60王者の、つくしとIW19王者の藤本つかさの間で決行されたダブルタイトルマッチで事実上統一した藤本により体重制限撤廃を宣言、防衛戦の相手に豊田真奈美を指名した。
2013年7月14日、体重別階級廃止のため、王座名をICE×∞王座に変更。試合時間も30分に拡大された。
ICE×∞に変更後は王座戦は必ずメインイベントで行われ、挑戦者もほぼ所属選手のみとなっている。
2020年11月12日、鈴季すずが電車で移動中にベルトを紛失。一時的に代替としてICE×60のベルトが使用されることとなる。
2021年1月23日、2代目のICE×∞王座ベルトが完成。同日の王座戦で勝利した藤本つかさが初代ベルトと同じく最初に巻くこととなる。

## 歴代王者

### ICE×60王座
| 歴代   | 選手                 | 戴冠回数 | 防衛回数 | 獲得日付       | 獲得場所 （対戦相手・その他）             |
| ------ | -------------------- | -------- | -------- | -------------- | ----------------------------------------- |
| 初代   | 聖菜                 | 1        | 0        | 2008年12月23日 | 北沢タウンホール 真琴                     |
| 第2代  | 市来貴代子           | 1        | 4        | 2009年1月18日  | 北沢タウンホール                          |
| 第3代  | 真琴                 | 1        | 1        | 2009年8月23日  | 後楽園ホール                              |
| 第4代  | さくらえみ           | 1        | 10       | 2009年10月12日 | 北沢タウンホール                          |
| 第5代  | 藤本つかさ           | 1        | 3        | 2010年1月4日   | 新木場1stRING                             |
| 第6代  | 松本都               | 1        | 1        | 2010年3月21日  | アイスリボン道場                          |
| 第7代  | りほ                 | 1        | 0        | 2010年4月3日   | アイスリボン道場                          |
| 第8代  | さくらえみ           | 2        | 2        | 2010年5月3日   | 後楽園ホール                              |
| 第9代  | みなみ飛香           | 1        | 0        | 2010年7月19日  | 板橋グリーンホール                        |
| 第10代 | コマンド・ボリショイ | 1        | 3        | 2010年8月27日  | アイスリボン道場                          |
| 第11代 | 藤本つかさ           | 2        | 7        | 2010年12月26日 | 後楽園ホール                              |
| 第12代 | みなみ飛香           | 2        | 4        | 2011年8月21日  | 後楽園ホール                              |
| 第13代 | 藤本つかさ           | 3        | 0        | 2011年11月19日 | アイスリボン道場                          |
| 第14代 | 志田光               | 1        | 5        | 2011年12月25日 | 後楽園ホール                              |
| 第15代 | 紫雷美央             | 1        | 2        | 2012年9月23日  | 後楽園ホール                              |
| 第16代 | 成宮真希             | 1        | 0        | 2012年12月31日 | 後楽園ホール 2013年1月7日に負傷のため返上 |
| 第17代 | つくし               | 1        | 3        | 2013年2月27日  | アイスリボン道場 松本都                   |

### ICE×∞王座
| 歴代   | 選手         | 戴冠回数 | 防衛回数 | 獲得日付       | 獲得場所 （対戦相手・その他）                          |
| ------ | ------------ | -------- | -------- | -------------- | ------------------------------------------------------ |
| 第18代 | 藤本つかさ   | 4        | 11       | 2013年7月14日  | 新宿FACE                                               |
| 第19代 | 柊くるみ     | 1        | 2        | 2015年3月21日  | 後楽園ホール                                           |
| 第20代 | 希月あおい   | 1        | 2        | 2015年6月24日  | 後楽園ホール                                           |
| 第21代 | 星ハム子     | 1        | 2        | 2015年12月31日 | 後楽園ホール                                           |
| 第22代 | 世羅りさ     | 1        | 1        | 2016年3月21日  | 広島県立広島産業会館東館                               |
| 第23代 | 藤本つかさ   | 5        | 9        | 2016年7月3日   | 後楽園ホール 2016年11月3日の防衛戦が引き分けのため剥奪 |
| 第24代 | 世羅りさ     | 2        | 7        | 2016年12月31日 | 後楽園ホール 柊くるみ                                  |
| 第25代 | 柊くるみ     | 2        | 1        | 2017年12月31日 | 後楽園ホール                                           |
| 第26代 | 松本都       | 2        | 2        | 2018年3月25日  | 後楽園ホール                                           |
| 第27代 | 星ハム子     | 2        | 0        | 2018年5月13日  | 両国KFCホール                                          |
| 第28代 | 藤本つかさ   | 6        | 3        | 2018年6月16日  | 大阪府立体育会館第2競技場                              |
| 第29代 | 雪妃真矢     | 1        | 3        | 2018年12月31日 | 後楽園ホール 2019年8月3日の防衛戦が引き分けのため剥奪  |
| 第30代 | 雪妃真矢     | 2        | 6        | 2019年9月14日  | 横浜文化体育館 世羅りさ                                |
| 第31代 | 鈴季すず     | 1        | 4        | 2020年8月9日   | 横浜文化体育館                                         |
| 第32代 | 藤本つかさ   | 7        | 9        | 2021年1月23日  | 後楽園ホール                                           |
| 第33代 | 春輝つくし   | 2        | 7        | 2021年11月13日 | 大田区総合体育館 2022年5月4日に引退のため返上          |
| 第34代 | 安納サオリ   | 1        | 5        | 2022年6月26日  | 後楽園ホール 真白優希                                  |
| 第35代 | トトロさつき | 1        | 3        | 2023年3月19日  | 後楽園ホール                                           |
| 第36代 | YuuRI        | 1        | 1        | 2023年7月17日  | ラジアントホール                                       |
| 第37代 | 星いぶき     | 1        | 3        | 2023年8月26日  | 後楽園ホール 2024年4月6日に妊娠のため返上              |
| 第38代 | YuuRI        | 2        | 1        | 2024年6月23日  | 後楽園ホール 星ハム子                                  |
| 第39代 | 真白優希     | 1        | 1        | 2024年10月19日 | 後楽園ホール                                           |
| 第40代 | 勝愛実       | 1        |          | 2025年1月13日  | 大田区産業プラザPiO小展示ホール                        |

## 主な記録
- 最多戴冠回数：藤本つかさ（7回）
- 最多連続防衛回数：藤本つかさ（11回）
- 最多通算防衛回数：藤本つかさ（42回）